# Tujies
Els Tujies (Tujia septentrional : Bifjixkhar / Bifzixkar, IPA: /bi˧˥ dʑi˥ kʰa˨˩/ /pi˧˥ tsi˥ kʰa˨˩/; /bi˧˥ dʑi˥ kʰa˨˩/ /pi˧˥ tsi˥ kʰa˨˩/ meridional: Mongrzzir /mõ˨˩ dzi˨˩/; xinès: 土家族), amb una població total de més de 8 milions, és la vuitena minoria ètnica en nombre de persones de la República Popular de la Xina. Viuen a les muntanyes de Wuling, al voltant dels límits de les províncies de Hunan, Hubei i Guizhou i el municipi de Chongqing.
L'endònim Bizika significa “habitants nadius”. En xinès, Tujia significa també "de la regió", diferenciant-los dels Hakka (客家) el nom del qual implica "nòmada".

## Orígens
Tot i que hi ha diferents relats sobre els seus orígens, els tujies poden rastrejar la seva història al llarg de dotze segles i, possiblement més enllà, dels antics habitants de Ba que van ocupar fa uns 2.500 anys la zona dels voltants de l'actual Chongqing. El regne de Ba va assolir el zenit del seu poder entre el 600 aC i el 400 aC, però fou derrocat per Qin el 316 aC. Després d'ésser anomenats al llarg de la història amb una llarga llista de noms diferents en documents antics, apareixen documentats com a Tujia, a partir del segle xiv aproximadament .

## Dinasties Ming i Qing
Els tusi, caps tribals dels tujies, van assolir el zenit del seu poder sota la dinastia Ming (1368-1644), quan van se'ls va atorgar un estatus relativament alt a la cort imperial. Van aconseguir-ho gràcies a la reputació com a subministradors de soldats ferotges i altament disciplinats, que van ser emprats per l'emperador per suprimir les revoltes d'altres minories. En nombroses ocasions, van ajudar a defensar la Xina contra els invasors externs, com els wakō (pirates japonesos) que van assolar la costa durant el segle xvi.
Els Manxús van envair i conquerir els Ming el 1644 i van establir el Gran Imperi Qing, conegut a la Xina com a dinastia Qing. Sempre recelosos dels governants locals, els emperadors Qing solien intentar substituir els funcionaris Han per funcionaris manxús sempre que podien. Al començament del segle xviii, la cort de Qing finalment es va sentir prou segura per establir un control directe sobre les zones minoritàries. Aquest procés, conegut com a gaituguiliu (literalment "substituir el governant local, tornar al convencional [poder central]"), es va dur a terme a tot el sud-oest de la Xina de forma gradual i, en general, pacíficament. La cort va adoptar la tècnica del bastó i la pastanaga amb pensions generoses per als caps tribals dòcils, i una mostra de força militar enorme a les fronteres dels seus territoris.
La majoria de les zones tujia van retornar al control central durant el període 1728-1735. Si bé els camperols tujia preferien probablement el govern mesurat dels oficials Qing al despotisme arbitrari dels caps tribals Tujia a qui havien substituït, molts estaven molestos amb els intents de la cort dels Qing d'imposar-los la cultura i els costums nacionals. Amb l'afebliment del govern central de Qing, es van produir molts aixecaments a gran escala que van culminar amb la Rebel·lió dels Taiping que va afectar greument la zona.

## Història recent

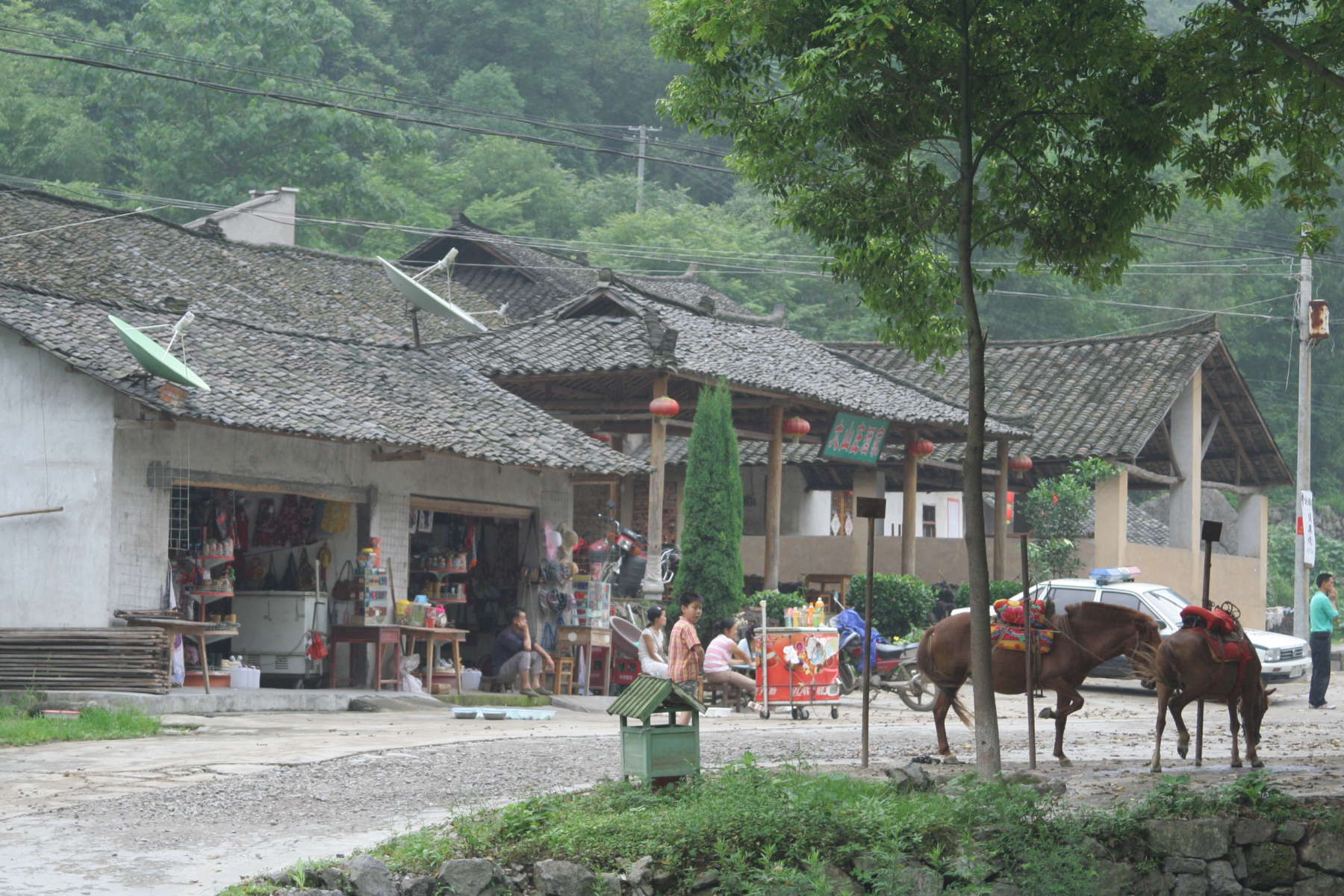
Poble Tujia a l'actual Yichang

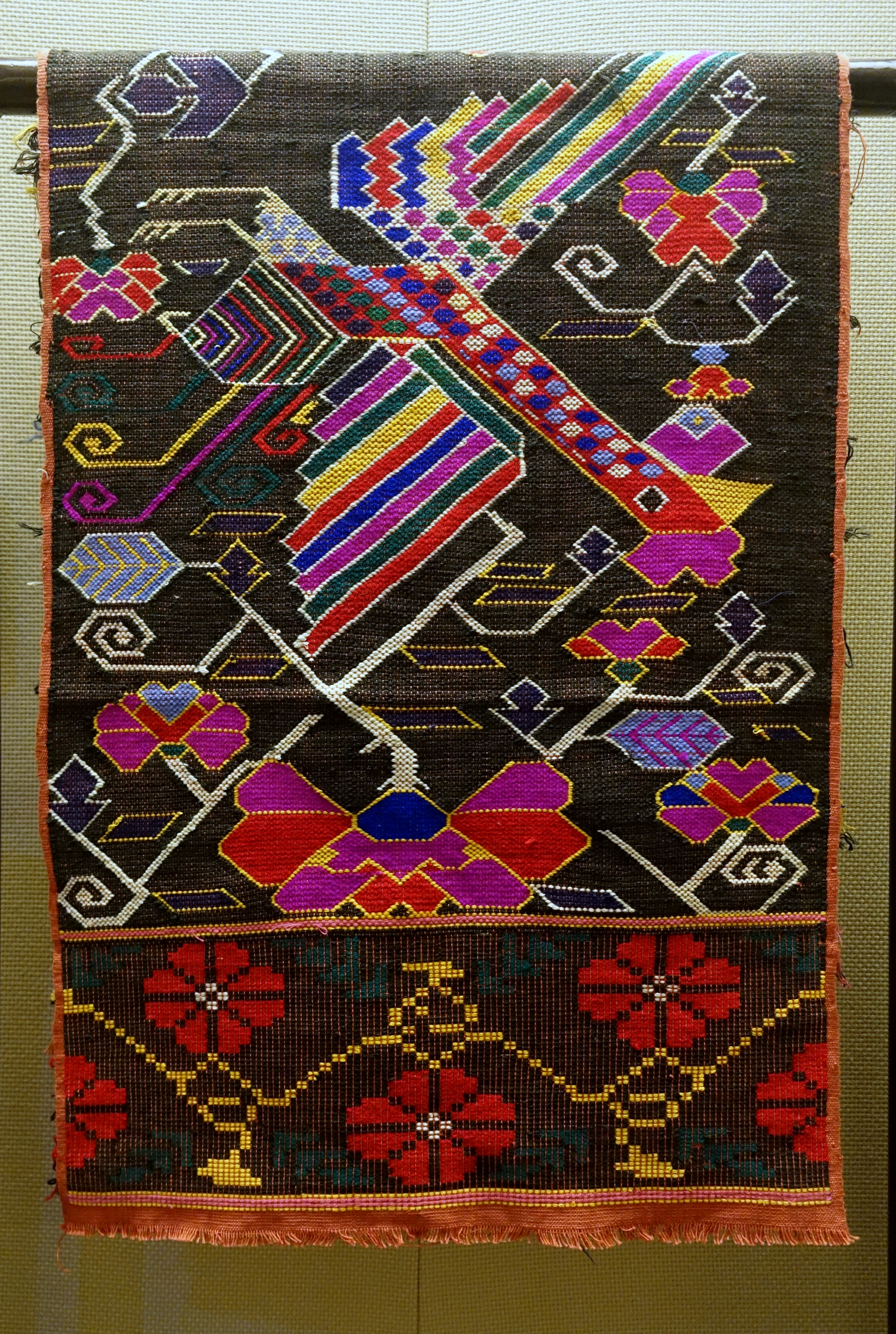
Brocant de Tujia

Després de la caiguda del Qing, els Tujia es van trobar atrapats entre diversos senyors de la guerra competidors. Cada cop es van dedicar més terres al conreu d'opi amb grans guanys per les exigències dels propietaris rics i es va estendre el bandolerisme. Després de la fundació de la República Popular Xina el 1949, les zones de Tujia van passar sota control comunista i el bandolerisme va ser ràpidament erradicat. El Gran Salt Endavant va provocar una època de fam a les comunitats tujia.
Els Tujia van ser reconeguts oficialment com una de les 55 minories ètniques el gener de 1957, i després es van establir diverses prefectures i xians autònoms.
El conseller d'estat, Dai Bingguo, un dels màxims responsables de la política exterior de la Xina, és el tujia més destacat de l'administració xinesa.

## Cultura
Avui dia, els costums tradicionals dels tujies només es poden trobar a les zones més remotes.
Els tujies són reconeguts per les seves habilitats en el cant i la improvisació i per la seva tradició del ball Baishou (摆手 舞), una dansa col·lectiva de 500 anys que utilitza 70 gestos rituals per representar la guerra, l'agricultura, la caça, el festeig i altres aspectes de vida tradicional També són famosos pel seu brocat ricament estampat, conegut com a xilankapu, un producte que en èpoques passades figurava regularment en els seus tributs a la cort xinesa. Per al festival de primavera preparen pastissos d'arròs glutinós fets a mà anomenats ciba. Envolten el foc per cantar cançons populars i menjar ciba a la brasa.
Pel que fa a la religió, la major part dels tujies veneren el tòtem del tigre blanc, tot i que alguns tujia a l'oest de Hunan veneren un tòtem de tortugues.

## Llengua
El tujia és una llengua sinotibetana i se sol considerar un element aïllat dins d'aquest grup, tot i que presenta similituds gramaticals i fonològiques amb Nuosu (encara que el seu vocabulari és molt diferent).
Actualment, hi ha 70.000 parlants nadius de la llengua tujia, la majoria dels quals viuen a les parts del nord de la Prefectura Autònoma Tujia i Miao de Xiangxi al nord-oest de la província de Hunan.
La gran majoria dels tujies parlen varietats de xinès, principalment del mandarí sud-occidental; també n'hi ha una part més petita que parlen llengües hmong (o llengües miao). Queden pocs parlants monolingües de Tujia; gairebé tots són bilingües en algun dialecte del xinès. Els infants actualment aprenen xinès des de petits i molts joves tujia prefereixen utilitzar el xinès per comunicar-se entre ells. Els parlants habituals de tujia fan servir molts manlleus xinesos i fins i tot estructures oracionals manllevades.

## Distribució

### Per províncies

Furong, una antiga ciutat situada al comtat de Yongshun, a Xiangxi, Hunan

El Cinquè Cens Nacional de Població del 2000 va registrar 8.028.133 Tujia a la Xina.
Distribució provincial dels tujies
| Província | Població Tujia | % del total |
| --------- | -------------- | ----------- |
| Hunan     | 2.639.534      | 32,88%      |
| Hubei     | 2.177.409      | 27,12%      |
| Guizhou   | 1.430.286      | 17,82%      |
| Chongqing | 1.424.352      | 17,74%      |
| Guangdong | 135.431        | 1,69%       |
| Zhejiang  | 55.310         | 0,69%       |
| Sichuan   | 41.246         | 0,51%       |
| Fujian    | 29.046         | 0,36%       |
| Altres    | 95.519         | 1,19%       |

A Chongqing, els tujies representen el 4,67% de la població; a Hunan, un 4,17%; a Guizhou, 4,06%; a Hubei, 3,66%; i a Guangdong, 0,16%.

### Per xians
Distribució dels tujies per divisió administrativa de nivell de xian
(Només inclou xians o equivalents de xian que contenen més del 0,5% de la població tujia de la Xina)

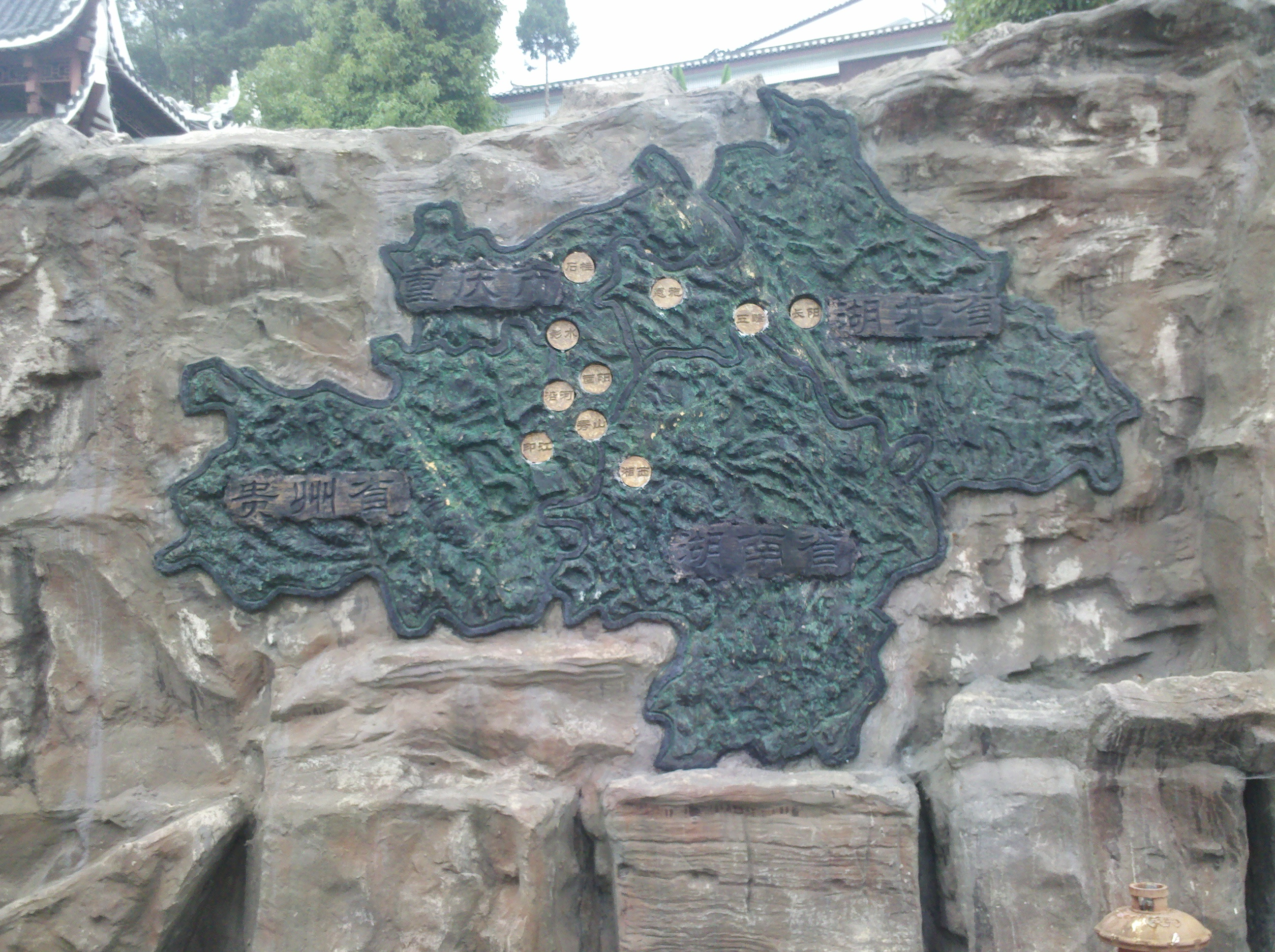
Perfil de regions tuija amb poblacions significatives a la Galeria Qingjiang

| Província | Prefectura  | Xian                        | Població Tujia | % del total de població tujia de la Xina |
| --------- | ----------- | --------------------------- | -------------- | ---------------------------------------- |
| Chongqing | el mateix   | Youyang                     | 462,444        | 5.76%                                    |
| Hunan     | Zhangjiajie | Cili                        | 399,906        | 4.98%                                    |
| Hubei     | Enshi       | Lichuan                     | 388,035        | 4.83%                                    |
| Hunan     | Changde     | Shimen                      | 387,480        | 4.83%                                    |
| Guizhou   | Tongren     | Xian Autònom Tujia de Yanhe | 383,499        | 4.78%                                    |
| Chongqing | el mateix   | Shizhu                      | 348,790        | 4.34%                                    |
| Hunan     | Xiangxi     | Yongshun                    | 342,570        | 4.27%                                    |
| Hunan     | Zhangjiajie | Yongding                    | 319,330        | 3.98%                                    |
| Guizhou   | Tongren     | Dejiang                     | 300,432        | 3.74%                                    |
| Hubei     | Enshi       | Xianfeng                    | 276,394        | 3.44%                                    |
| Hubei     | Enshi       | Enshi                       | 270,753        | 3.37%                                    |
| Chongqing | el mateix   | Qianjiang                   | 261,327        | 3.26%                                    |
| Hunan     | Zhangjiajie | Sangzhi                     | 260,092        | 3.24%                                    |
| Hunan     | Xiangxi     | Longshan                    | 251,007        | 3.13%                                    |
| Guizhou   | Tongren     | Yinjiang                    | 233,802        | 2.91%                                    |
| Hubei     | Enshi       | Badong                      | 212,424        | 2.65%                                    |
| Hubei     | Yichang     | Changyang                   | 211,129        | 2.63%                                    |
| Chongqing | el mateix   | Xiushan                     | 197,570        | 2.46%                                    |
| Hubei     | Yichang     | Wufeng                      | 174,546        | 2.17%                                    |
| Hubei     | Enshi       | Jianshi                     | 173,984        | 2.17%                                    |
| Guizhou   | Tongren     | Sinan                       | 160,089        | 1.99%                                    |
| Hunan     | Xiangxi     | Baojing                     | 148,291        | 1.85%                                    |
| Hubei     | Enshi       | Hefeng                      | 142,805        | 1.78%                                    |
| Hubei     | Enshi       | Xuan'en                     | 140,837        | 1.75%                                    |
| Hunan     | Xiangxi     | Jishou                      | 103,242        | 1.29%                                    |
| Hunan     | Huaihua     | Yuanling                    | 102,636        | 1.28%                                    |
| Hubei     | Enshi       | Laifeng                     | 93,471         | 1.16%                                    |
| Guizhou   | Tongren     | Jiangkou                    | 77,791         | 0.97%                                    |
| Chongqing | el mateix   | Pengshui                    | 74,591         | 0.93%                                    |
| Guizhou   | Tongren     | Tongren                     | 70,286         | 0.88%                                    |
| Hunan     | Xiangxi     | Fenghuang                   | 64,727         | 0.81%                                    |
| Hunan     | Xiangxi     | Guzhang                     | 47,162         | 0.59%                                    |
| Guizhou   | Zunyi       | Wuchuan                     | 46,253         | 0.58%                                    |
| Hunan     | Huaihua     | Xupu                        | 45,900         | 0.57%                                    |
| Hunan     | Zhangjiajie | Wulingyuan                  | 41,910         | 0.52%                                    |
| Hunan     | Xiangxi     | Luxi                        | 40,643         | 0.51%                                    |
| Altres    | —           | —                           | 771,985        | 9.62%                                    |

## Àrees Autònomes Designades per als tujies
| Divisió de nivell de província | Nom                                                                   |
| ------------------------------ | --------------------------------------------------------------------- |
| Hunan                          | Prefectura Autònoma Tujia i Miao de Xiangxi                           |
| Hubei                          | Prefectura Autònoma Tujia i Miao de Enshi                             |
| Hubei                          | Xian Autònom Tujia de Changyang                                       |
| Hubei                          | Xian Autònom Tujia de Wufeng                                          |
| Chongqing                      | Xian Autònom Tujia de Shizhu                                          |
| Chongqing                      | Xian Autònom Tujia i Miao de Pengshui                                 |
| Chongqing                      | Xian Autònom Tujia i Miao de Xiushan                                  |
| Chongqing                      | Xian Autònom Tujia i Miao de Youyang                                  |
| Chongqing                      | Districte de Qianjiang (antic Xian Autònom Tujia i Miao de Qianjiang) |
| Guizhou                        | Xian Autònom Tujia del Yanhe                                          |
| Guizhou                        | Xian Autònom Tujia i Miao de Yinjiang                                 |

## Persones tujia cèlebres
- He Long
- Dai Bingguo
- Liao Guoxun
- Shang Chunsong
- ADuo 阿 朵, cantant / artista